# Такі (Soulcalibur)
Такі (яп. タキ) — вигадана персонажка серії ігор Soulcalibur, створена дизайнерами Ая Такемура й Такуджі Кавано з підрозділу Project Soul компанії Namco, вона була представлена в грі Soul Edge, а пізніше з'являлася майже в кожному наступному продовженні. Такі - японська мисливиця на демонів і найбільша воїтелька клану нінджя Фу-Ма. Вона подорожує світом у пошуках знищення проклятого меча «Soul Edge».

## Опис
Такі — це жінка-нінджя в цих іграх, вирізняється спритністю, швидкістю рухів і ударів. Вона також впізнавана через свої численні акробатичні рухи, навички нінджюцу, що мають гротескний вигляд, використання атак, що ґрунтуються на магії, які неможливо заблокувати, і надмірно великі груди.
У всесвіті гри, згідно з Режимом Майстра Клинка в Soul Edge, Такі — японка, сирота, яку виростили в клані нінджя Фу-Ма, під опікою його глави, Токі. Вона — здібна бійчиня як у рукопашному бою, так і в бою зі зброєю, а також досвідчений мисливець на демонів, шпигун і коваль. Бувши однією з усього трьох персонажів, які ніколи не виключалися ні з однієї з цих ігор, хоч аркад хоч консольних версій, вона стала одним з основних персонажів серії.

## Походження
Такі з'явилася як одна з восьми початкових персонажів аркади Soul Edge і залишилася такою в успішній модернізації Soul Edge: Version II та порті для PSX, отримуючи легкі ігрові поліпшення в процесі. Її внутрішньоігрова історія в Режимі Майстра Клинка розповідає, що після важкого бою проти демона, що населяв храм, вона виявила, що її улюблена зброя, магічний нінджято, названий нею Реккімару, був значно ослаблений. З'ясувавши, що причиною є «Soul Edge», Такі вирішує вирушити на захід, щоб врятувати свій дорогоцінний меч, а також щоб вистежити «Soul Edge».
Такі повернулася як початковий персонаж у Soul Calibur і на ігрових автоматах, і на їхньому порті на Dreamcast. Її стиль зазнав істотних змін: спочатку вона користувалася однією зброєю, тут їй дали другий нінджя-то, змінивши її стиль на «володіння двома видами зброї». Крім модернізації її ігрового стилю, її історія також значно конкретизувалася.
Вступна частина розповідає, як Такі протистояла основному лиходієві Вістря Душі, Сервантесу, і роздобула фрагмент розбитого меча. У процесі вона також врятувала іншого персонажа, Софітію, яка розбила менше Вістря Душі. Її внутрішньоігровий біографічний нарис розповідає як вона марно намагається з'єднати фрагмент зі своїм Реккімару. Але коли вона сплавляє його з іншою своєю зброєю, Меккімару, то починає випромінювати потужну злу ауру. Щоб знищити цю нову злу зброю, Такі намагається протиставити її Вістрю Душі, сподіваючись, що зброя знищить саму себе.
Але відомості, опубліковані на офіційному сайті, заглиблюють нас у передісторію її нової зброї, Меккімару, і як вона її отримала. Починається все з розкриття лідером Токі, що попередній лідер Фу-Ма, Хатібей викрав таємничий меч і втік. Став нукенін (втікачем). Їй наказано вбити його з його донькою Тіе, друга дитинства для Такі та повернути клинок. За допомогою її розвідувальної мережі Такі швидко знаходить Хатібея, і їй повідомляють про божевілля Токі силами клинка. Хатібей спонукає її, не давати Токі можливості заволодіти Меккімару, і дає Такі кодаті (короткий меч). Такі потім робить неправдиву доповідь Токі, відсилаючи його сили в гонитву за Лі Луном, коханим Тіе, під приводом, що в того перебуває Меккімару після вбивства Гатібея і Тіе. Але брехню Такі розкриває права рука Токі, нінджя, відомий як Генкі. Виживаючи після цього, Такі сама стає нукенін, і, переслідувана колишніми союзниками, намагається знищити Меккімару.
Такі повертається як початковий персонаж у сиквелі гри, Soul Calibur II. Здебільшого без видимих змін. Це знаменує перший випадок, де вона з'являється без маски. Її біографія свідчить, що, дізнавшись про знищення Вістря Душі групою воїнів, вона вирішує приручити злісний кодаті. Чотири роки потому кілька нінджя Фу-Ма даремно намагаються схопити її. Такі з'ясовує, що вони несуть фрагменти Вістря Душі, усвідомлює, що у Токі їх ще багато і він шукав її, щоб зібрати інформацію. Вона вирішила тримати Вістря Душі та Меккімару подалі від Токі, але також почала хвилюватися за нього.
Такі з'явилася в новій частині саги, Soul Calibur III з мінімальними змінами як зовні, так і в стилі гри, найпоширеніші її атаки засновані на магії. Також її стиль гри стає доступний у Створенні Персонажа персонажам із налаштуваннями «нінджя». Історія перекочувала з попередньої біографії, показуючи нам, як Такі вирішила повернутися назад до Японії. Дізнавшись, що село Фу-Ма роздирають конфлікти через божевілля Токі, Такі зв'язалася з повстанцями Фу-Ма і дізналася про місцеперебування Токі у Великому Буддистському Храмі.
Пробравшись туди, Такі постає перед Токі, який нещодавно поглинув Вони (злих) духів у храмі. Такі перемагає свого пана техніками, яких він навчив її, але потім духи, що мешкають усередині нього, виходять назовні та спрямовуються на захід. Знаючи, що вони прямують до Вістря Душі, і що присутність меча була досить слабкою, щоб можна було його знищити, Такі негайно ж збирається в дорогу до Вістря Душі.
Такі повертається в Soul Calibur IV у своєму 3-му костюмі з Soul Calibur III з мінімумом змін у дизайні.

## Появи
- Soul Edge
- Soul Edge: Version II / Soul Blade
- Soul Calibur
- Soul Calibur II
- Soul Calibur III
- Soulcalibur III: Arcade Edition
- Soul Calibur Legends
- Soul Calibur IV

## Сприйняття
З моменту своєї появи Такі була позитивно сприйнята. У 2002 році компанія Namco назвала Такі, Айві та Кошмар трьома найпопулярнішими персонажами Soulcalibur на північноамериканських ринках, а у 2015 році вона була визнана другим найпопулярнішим персонажем серії серед західної аудиторії в офіційному опитуванні Facebook, проведеному Namco Bandai. Журнал GMR назвав її однією з найвидатніших героїнь ігор, зазначивши, що на той час вона вже давно запізнилася на власну окрему гру у світлі інших ігор на тему нінджя. Джон Воррен з Fanbyte високо оцінив її як «простий, сильний дизайн, який Namco створила з самого початку», додавши, що жоден інший персонаж серії не є настільки цікавим для гри, і назвавши її “фунт за фунт одним з найкращих персонажів файтингів, які коли-небудь були створені”». Джессі Шидін з IGN заявив: «Всі люблять хороших нінджя, а Такі — одна з найкращих [...] важко уявити гру Soulcalibur без Такі». Остання думка була підтримана, коли її виключили з Soulcalibur V. Джерела, такі як Деніел Бішофф з GameRevolution, назвали заяву про те, що Такі занадто стара, щоб вписатися в гру, відмовкою, особливо у тлі того, що Namco виставляє напоказ «Айві та всі її надмірно багаті активи у віці 50+».
Значна частина розмов навколо Таки зосереджується насамперед на її зовнішності, а саме на її вбранні та грудях. Дейв Галверсон з Gamers' Republic написав, що був «у захваті» від «витвору мистецтва» дизайну персонажа Такі, який «демонструє неабияку грацію та спритність, майже духовну якість». Бен Річардсон з GamesRadar+ прокоментував: «Давня бійчиня Soul Calibur Такі є улюбленицею фанатів» через те, що її костюм робить її груди «схожими на торпеди [...] Namco дійсно розуміє свою фанбазу».
У своєму науковому дослідженні персонажа професорка Університету Делавера Рейчел Гатчінсон зазначила, що завдяки обтягуючому вбранню Такі була єдиним персонажем акторського складу з видимими сосками і лобком, що робить її, мабуть, найбільш сексуалізованою з усіх жіночих персонажів. Однак, на її думку, костюм Такі був особливо сильним і потужним на відміну від костюмів інших жіночих персонажів, чиї вбрання були «м'якшими та плавнішими». Вона також припустила, що її  соски та пізніша зміна кольору її вбрання з криваво-червоного на блискучий фіолетово-рожевий могли бути призначені для фемінізації її дизайну, як через її вищий за середній зріст, так і через сприйняття японського нінджя як переважно чоловічого архетипу. В іншій статті вона продовжила досліджувати цю тему і висловила своє переконання, що великі груди Такі були «розроблені для посилення еротичного елементу» ігор на відміну від західних медіа.